# Scata
Scata es una comuna y población de Francia, en la región de Córcega, departamento de Alta Córcega.
Su población en el censo de 1999 era de 44 habitantes.

## Demografía
| 103 | 116 | 59 | 45 | 32 | 44 |
| Para los censos de 1962 a 1999 la población legal corresponde a la población sin duplicidades (Fuente: INSEE [Consultar]) |     |    |    |    |    |

- Datos: Q519998
- Multimedia: Scata / Q519998

1. ↑  Worldpostalcodes.org, código postal n.º 20213.
2. ↑  INSEE, Datos de población para el año 2012 de Scata (en francés).